# ماگوچ
ماگوچ (به مجاری:  Mágocs) یک منطقهٔ مسکونی در مجارستان است که در ناحیه هدی‌هات واقع شده‌است. ماگوچ ۴۲٫۵۴ کیلومتر مربع مساحت و ۲٬۵۴۵ نفر جمعیت دارد.